# Laphria albimaculata
Laphria albimaculata är en tvåvingeart som beskrevs av Macquart 1838. Laphria albimaculata ingår i släktet Laphria och familjen rovflugor. Inga underarter finns listade i Catalogue of Life.